# 2022年9月中國大陸

## 9月1日
- 神舟十四号航天员乘组进行第一次出舱活动。[1]
- 山西省忻州市代县精诚矿业有限公司发生一起滑塌事故，造成3人死亡。[2]
- 江西省高级人民法院对一起涉案金额高达2.9332亿元，造成损失1.6861亿元的养老诈骗案件进行二审宣判，认定被告人张某犯集资诈骗罪，判处无期徒刑，剥夺政治权利终身，并处没收个人全部财产。[3]

## 9月2日
- “上海文化影视科技产业集聚区”在上海市青浦区揭牌。[4]
- 河北省唐山市迁西县太平寨镇桃树峪铁矿发生透水事故。截至9月16日23时，事故造成14人死亡、1人失联。[5]
- 11时01分，广东省东莞市清溪镇长山头村一废弃厂房发生火灾，过火面积约500平方米，造成7人死亡。[6]
- 中国作家协会在中国作家网发布《关于2022年会员发展情况的说明》，决定不将贾浅浅列入2022年中国作家协会新会员名单。[7]
- 上午，第十三届全国人民代表大会常务委员会第三十六次会议在北京人民大会堂闭幕。会议经表决，通过了反电信网络诈骗法、新修订的农产品质量安全法；决定免去肖亚庆的工业和信息化部部长职务，任命金壮龙为工业和信息化部部长，免去黄明的应急管理部部长职务，任命王祥喜为应急管理部部长。国家主席习近平分别签署第119、120、121号主席令。会议经表决，免去张春生的国家监察委员会委员职务；任命应勇为最高人民检察院副检察长、检察委员会委员。[8]
- 国务院任免国家工作人员：任命曹雪涛为国家卫生健康委员会副主任；任命林尚立为中国人民大学校长；任命陈雨露为南开大学校长。免去陈雨露的中国人民银行副行长职务；免去苟仲文的北京2022年冬奥会和冬残奥会组织委员会执行主席职务；免去刘伟的中国人民大学校长职务；免去曹雪涛的南开大学校长职务。

## 9月3日
- 由中共中央宣传部、中共中央统战部、中共中央党史和文献研究院、中央军委政治工作部联合举办的“纪念中国人民抗日战争暨世界反法西斯战争胜利77周年座谈会”在北京举行，中共中央书记处书记、统战部部长尤权出席座谈会。[9]
- 上午，吉林省延边朝鲜族自治州举行庆祝成立70周年大会。[10]

## 9月4日
- 上午，由上海市益彩飞扬公益基金会、浦东新区凝心聚力社区发展公益基金会共同主办的“吾爱我家—关爱城市流浪动物公益宣传主题活动”在浦东新区老港镇开展。期间，上海首个城市流浪猫管理中心和城市流浪动物精细化宣传教育示范基地正式挂牌成立。[11]
- 由中国公共关系协会主办，全国工商联国际合作部、中国人民大学新闻学院、清华大学苏世民书院共同协办的“公共关系与中国企业全球合作发展专题论坛”在北京举办。国务院新闻办公室原副主任郭卫民，全国工商联副主席邱小平出席论坛并致辞。[12]

## 9月5日
- 中国四川省甘孜州泸定县发生6.8级地震，震源深度16千米。[13]
- 苏州市吴中区一辆保时捷Taycan碰撞护栏后引发大火，因车门无法开启，车主未能逃生。[14]

## 9月6日
- 上午5时许，湖南省长沙市长沙县榔梨街道金成路壹米滴答长沙分拨中心发生一起爆炸事故并引发火灾，造成2人死亡、2人重伤。[15]
- 广西壮族自治区南宁市中级人民法院一审公开宣判广西壮族自治区农业农村厅原厅长李新元受贿一案，对被告人李新元以受贿罪判处死刑，缓期二年执行，剥夺政治权利终身，并处没收个人全部财产。[16]
- 国务院任免国家工作人员：任命张青松为中国人民银行副行长；任命毛盛勇为国家统计局副局长；任命赵承为新华通讯社副社长；任命李俊杰为国家移民管理局副局长。免去张宿堂的新华通讯社副社长职务。[17]

## 9月8日
- 上海智能汽车软件园开园仪式在上海市嘉定区上海国际汽车城举行。开园仪式上，2022X-Game上海智能新能源汽车大数据竞赛和上海汽车工业软件创新中心启动，上海智能汽车软件协同创新联盟也同时成立，中国汽车工业协会软件分会挂牌。[18]

## 9月9日
- 上海金融法院公开审理了原告厦门华侨电子股份有限公司诉被告上海证券交易所终止上市决定一案，并当庭作出一审判决，驳回原告厦华电子的诉讼请求。本案是中国大陆首例因不服依退市新规作出的终止上市决定而诉请撤销的案件，也是上海证券交易所首例因退市决定被诉的行政案件。[19]
- 青海盐湖产业知识产权运营中心揭牌活动在中国科学院青海盐湖研究所举行，标志着青海省首家产业知识产权运营中心正式挂牌运行。[20]
- 北京国际电影节·第29届大学生电影节“青春之夜”举行。[21]
- 晚间，由中国宋庆龄基金会等共同主办的“我和祖国一起成长”主题演出活动在北京国家大剧院举行。[22]

## 9月11日
- 2022年U18（18岁以下）女篮亚锦赛在印度班加罗尔结束，中国队在决赛中55∶81负于澳大利亚队，获得亚军。[23]

## 9月12日
- 国家副主席王岐山前往英国驻华使馆，吊唁英国女王伊丽莎白二世逝世。[24]
- 下午，欧美同学会海归小镇（长沙·智能制造）揭牌仪式在湖南省长沙市望城区举行。[25]

## 9月13日
- 下午，欧美同学会海归小镇（杭州·数字医药）揭牌仪式在浙江省杭州市萧山区举行。[26]
- 国务院学位委员会、教育部印发《研究生教育学科专业目录（2022年）》、《研究生教育学科专业目录管理办法》新版目录，将“美术与书法”正式列为一级学科，自2023年下半年启动招生的研究生培养按新版学科专业执行。[27]

## 9月14日
- 晚上8时30分左右，强台风梅花在浙江省舟山市普陀区沿海登陆，登陆时最大风力为14级。[28]
- 微信游戏“羊了个羊”爆火，2日内连登新浪微博热搜第一，服务器崩了3次，关键词已被检索超过409万次。[29]

## 9月15日
- 中国工商银行、中国农业银行、中国银行、中国建设银行发布公告，即日起下调人民币存款挂牌利率。[30]
- 为提升金融机构外汇资金运用能力，中国人民银行决定自即日起，将外汇存款准备金率由现行8%下调至6%。[31]
- 2022年“科学探索奖”获奖名单正式揭晓，澳门青年科学家首次上榜。[32]
- 由上海市人民政府主办的首届世界设计之都大会（WDCC2022）正式开幕。市长龚正点亮启动装置。[33]
- 下午，欧美同学会海归小镇（无锡·物联网）揭牌仪式在江苏省无锡市经开区举行。[34]
- 晚间，第十三届中国艺术节揭晓第十七届文华奖，越剧《枫叶如花》获“文华大奖”。[35]
- 晚间，在云南省临沧市举办的第九届亚洲微电影艺术节举行“金海棠奖”年度盛典，演员董勇、岳红获最佳男女演员。[36]
- 国务院任免国家工作人员：任命赵世堂为国务院国有资产监督管理委员会副主任；任命王云鹏为北京航空航天大学校长（副部长级）；任命李建成为中南大学校长（副部长级）。免去刘慧的国家民族事务委员会副主任职务；免去徐惠彬的北京航空航天大学校长职务；免去田红旗的中南大学校长职务。[37]

## 9月16日
- 上海市第三中级人民法院一审公开宣判中国农业银行江苏省分行原党委书记、行长高友清受贿、挪用公款、违法发放贷款一案，对被告人高友清以受贿罪判处有期徒刑十三年，并处罚金人民币五百万元；以挪用公款罪判处有期徒刑六年；以违法发放贷款罪判处有期徒刑五年，并处罚金人民币十万元；决定执行有期徒刑十六年六个月，并处罚金人民币五百一十万元。[38]
- 第九批88位在韩志愿军烈士遗骸及遗物抵达沈阳桃仙国际机场。[39]
- 下午15时45分许，湖南省长沙市芙蓉区东二环荷花园电信大厦西附楼外墙起火。截至当天19时30分，楼体明火已扑灭，无人员伤亡。[40]
- 2022年“文化中国·水立方杯”中文歌曲大赛颁奖晚会在北京举行。[41]
- 中国作家残雪荣获马来西亚《星洲日报》主办的第十六届花踪文学奖“花踪世界华文文学奖”。[42]
- 由中国企业联合会、中国企业家协会主办的2022年全国企业家活动日暨中国企业家年会在内蒙古自治区包头市举行。伊利集团董事长兼总裁潘刚荣获“2021-2022年度全国优秀企业家”称号。[43]

## 9月17日
- 上午8时10分左右，江苏省淮安市淮阴区幸福城烧烤店发生一起煤气罐爆炸事故，造成1人死亡，1人重伤，4人轻伤。[44]
- 上午，由中国电子科技集团、南京市人民政府和南京理工大学三方共建的南京理工大学微电子学院（集成电路学院）揭牌成立仪式在南京理工大学科技会堂举行。中国工程院院士陆军担任首任院长。[45]
- 茶颜悦色官方微博发布关于调整门店英译标识的声明称，决定撤下近日新开门店的Sexytea标识，并在后期的新店中不再沿用该英文名。[46]

## 9月18日
- 凌晨2时40分贵州省黔南州三都至荔波高速三都段发生一起涉疫人员隔离转运客车侧翻事故，造成至少27人死亡，20人受伤。[47]
- 山东省德州市作家协会发布了一份廉洁文化主题文学作品征文获奖名单。一篇标题为《我的县长父亲》的一等奖获奖作品引发关注。有网友质疑此次评选的公正性，也有网友在看完了文章认为原文文笔朴实，不应该看到标题就冷嘲热讽。[48]

## 9月19日
- 中央纪委国家监委通报，原中国铁路总公司党组书记、总经理盛光祖严重违纪违法被开除党籍；青海省委原常委，省人大常委会原党组书记、副主任李杰翔严重违纪违法被开除党籍和公职。[49]

## 9月20日
- 晚间7点一刻左右，李佳琦和助播旺旺重回公众视野再次开启直播。这是缺席109天的李佳琦再次露面淘宝直播间。[50]
- 云南省高级人民法院二审公开宣判“洪峤等人故意杀人、盗窃案”，决定驳回上诉，维持原判。[51]

## 9月21日
- 河北省唐山市中级人民法院一审公开宣判上海市人民政府原副市长、市公安局原局长龚道安受贿一案，对被告人龚道安以受贿罪判处无期徒刑，剥夺政治权利终身。[52]
- 河北省保定市中级人民法院一审公开宣判重庆市人民政府原副市长、市公安局原局长邓恢林受贿一案，对被告人邓恢林以受贿罪判处有期徒刑十五年，并处罚金人民币四百万元。[53]
- 河北省廊坊市中级人民法院一审公开宣判山西省人民政府原副省长、省公安厅原厅长刘新云受贿、滥用职权一案，对被告人刘新云以受贿罪判处有期徒刑十二年，并处罚金人民币一百万元；以滥用职权罪判处有期徒刑四年，决定执行有期徒刑十四年，并处罚金人民币一百万元。[54]
- 下午，上海资产管理协会成立大会暨私募股权和创业投资份额转让试点启动仪式在上海市举行。首批会员共123家。[55]
- 晚间，第22届平遥国际摄影大展揭晓各项奖项，史春凭借《东北故事》获评审委员会大奖。[56]
- 24时起，国内油价下跌，每吨汽油下调290元，每吨柴油下调280元。本轮调价后，95号汽油全面回归“8元时代”。[57]

## 9月22日
- 吉林省长春市中级人民法院一审公开宣判全国政协社会和法制委员会原副主任傅政华受贿、徇私枉法一案，以及中共江苏省委原常委、政法委原书记王立科受贿、行贿、包庇、纵容黑社会性质组织、伪造身份证件一案。两人均被判为死刑缓期二年执行，期满依法减为无期徒刑后，终身监禁，不得减刑、假释。[58][59]
- 首届王蒙青年作家支持计划·年度特选作家揭晓，青年作家孙频、郑在欢、渡澜入选。[60]
- 合杭高铁湖州至杭州段开通运营，沿线杭州西、富阳西、桐庐东站同步投入使用。[61]

## 9月23日
- 吉林省长春市中级人民法院一审公开宣判公安部原副部长孙力军受贿、操纵证券市场、非法持有枪支一案，对被告人孙力军以受贿罪判处死刑，缓期二年执行，剥夺政治权利终身；以操纵证券市场罪判处有期徒刑八年，并处罚金人民币一百万元；以非法持有枪支罪判处有期徒刑五年，决定执行死刑，缓期二年执行，剥夺政治权利终身。期满依法减为无期徒刑后，终身监禁，不得减刑、假释。[62]
- 河北省廊坊市广阳区人民法院一审公开宣判“唐山某烧烤店打人案”。被告人陈继志犯寻衅滋事罪、抢劫罪、聚众斗殴罪、开设赌场罪、非法拘禁罪、故意伤害罪、掩饰、隐瞒犯罪所得罪、帮助信息网络犯罪活动罪，数罪并罚，决定执行有期徒刑二十四年，并处罚金人民币三十二万元。[63]
- 中国语言学会第二十一届学术年会在西安举行。晚间，以线下线上相结合的方式选出87位学者为中国语言学会第十一届理事会理事。[64]
- 上海大学宝山校区举办“纪念上海大学建校100周年·全球大学校长论坛暨教育国际化高峰论坛”，上海大学里斯本学院在论坛上揭牌，这是中华人民共和国和葡萄牙在中国大陆的第一所中外合作办学机构。[65]

## 9月24日
- 19时5分，江西省南昌市公安局高新技术开发区分局刑侦大队大队长胡春明，因连续奋战、劳累过度，在值班期间突发疾病，因公殉职，年仅49岁。[66]

## 9月25日
- 两名身穿和服的女子在湖南省凤凰县凤凰古城一家餐厅就餐。她们在点菜时，被其他餐桌女子劝戒不要穿着和服。网友反应不一。[67]这是中国大陆常见的反和服事件。
- 北京大学现代中国人文研究所成立大会在北京市举行。陈平原担任所长，王风担任副所长。[68]
- 中国共产党第二十次全国代表大会代表选举工作已经顺利完成。共选举产生了2296名代表。[69]

## 9月26日
- 由上海市人民政府和上海交通大学共同建设的上海市病毒研究院在上海交通大学医学院正式揭牌。管轶教授担任首任院长。[70]

## 9月27日
- 上午，“奋进新时代”主题成就展开幕式在北京展览馆举行。王沪宁出席开幕式并讲话。[71]
- 晚间，中国国际中文教育基金会2022“孔子学院日”活动在线上成功举办。中国国际中文教育基金会理事长、中国科学院院士杨卫发表视频致辞，25位在孔子学院任职超过10年的中外方院长获颁“孔子学院院长纪念奖章”。[72]
- 经世界技能组织召开全体成员大会投票表决，中国上海获得2026年世界技能大赛主办权。[73]
- 中国广电在西藏、青海两地启动5G网络服务。至此，除港澳台以外的全国31个省（自治区、直辖市）全部开通广电5G网络服务。[74]
- 陕西省渭南市潼关县公安局岳渎派出所所长汤样锋在工作期间突发疾病，经抢救无效去世，年仅44岁。[75]
- 内蒙古自治区兴安盟中级人民法院一审公开宣判呼和浩特经济技术开发区党工委原书记李建平贪污、受贿、挪用公款、纵容黑社会性质组织一案，对被告人以贪污罪判处死刑，剥夺政治权利终身，并处没收个人全部财产；以受贿罪判处死刑，缓期二年执行，剥夺政治权利终身，并处没收个人全部财产；以挪用公款罪判处无期徒刑，剥夺政治权利终身；以纵容黑社会性质组织罪判处有期徒刑五年，数罪并罚，决定执行死刑，剥夺政治权利终身，并处没收个人全部财产。[76]

## 9月28日
- 中午12时40分，吉林省长春市高新区一餐厅发生爆炸燃烧事故，造成17人死亡、3人受伤。经相关部门调查初步认定，事故为瓶装液化石油气罐泄漏引发爆炸燃烧所致。 [77]
- 成渝金融法院在重庆、成都同时揭牌成立，为中国大陆首个跨省域管辖的法院。[78]
- 2022中国城市休闲化指数发布会在上海召开。期间发布《2022中国城市休闲化指数》，综合指数排名前5位的城市依次是北京、上海、广州、重庆和深圳。[79]

## 9月29日
- 教育部校外教育培训监管司、人力资源和社会保障部职业能力建设司、全国妇联家庭和儿童工作部发布《关于防范以“家庭教育指导师”名义开展违规校外培训的提示》。[80]
- 中国人民银行、中国银行保险监督管理委员会发布通知，决定阶段性调整差别化住房信贷政策。符合条件的城市政府，可自主决定在2022年底前阶段性维持、下调或取消当地新发放首套住房贷款利率下限。[81]
- 湖北省宜昌市宜昌综合保税区“C6跨境购”正式开业。为湖北第二家，也是湖北地市州首家“跨境电商线下自提店”。[82]
- 浙江电动车厂商浙江零跑科技股份有限公司（零跑汽车）正式在香港交易所挂牌上市，成为中国大陆第四家登陆港交所的造车新势力企业。其中融资金额8亿美元，创下2022年以来最大规模首次公开募股交易。不过开盘后，零跑的股价就跌破发行价，截至当日收盘，零跑股价下跌至31.92港元/股，较48港元发行价下跌约33.5%，总市值约320亿港元。[83]
- 由中国科普研究所和中国科普作家协会主办的2022年科普中国智库论坛暨第二十九届全国科普理论研讨会在北京市举办。[84]
- 2022上海国际广告节在上海静安香格里拉大酒店开幕，主题是“创意有数”。[85]
- 第五届“吴清源杯”世界女子围棋赛暨2022世界人工智能围棋大赛总决赛在福建省福州市落幕。韩国选手吴侑珍、中国选手王晨星分获“吴清源杯”冠亚军。[86]
- 国务院任免国家工作人员：任命周进强为国家体育总局副局长；任命赵冲久为国家邮政局局长。免去邵新宇的科学技术部副部长职务；免去高晓兵的民政部副部长职务；免去赵冲久的交通运输部副部长职务；免去陈金甫的国家医疗保障局副局长职务；免去董志毅的中国民用航空局副局长职务；免去马军胜的国家邮政局局长职务；免去颜江瑛的国家药品监督管理局副局长职务；免去尹成基的国家移民管理局副局长职务。[87]

## 9月30日
- 上午，烈士纪念日向人民英雄敬献花篮仪式在北京天安门广场隆重举行。习近平、李克强、栗战书、汪洋、王沪宁、赵乐际、韩正、王岐山等党和国家领导人同各界代表一起出席仪式。[88]
- 以中国交通建设集团第四公路工程局有限公司（中交四公局）为基础的中交建筑集团有限公司正式揭牌成立。[89]
- 广州数据交易所揭牌运营仪式在广州市南沙区举行，标志着广东省级数据交易机构正式成立。当天，超过300个数据产品在广州数据交易所挂牌，达成交易额累计超1.55亿元。[90]
- 晚间，浙江吉利控股集团有限公司官方宣布，已完成对英国超豪华性能品牌阿斯顿·马丁国际控股7.60%的股份收购。[91]
- 在2022年国际篮联女子篮球世界杯半决赛中，中国队61:59战胜澳大利亚队，晋级决赛。这是中国女篮时隔28年重返世界杯决赛。[92]
- 国家互联网信息办公室、工业和信息化部、国家市场监督管理总局出台的《互联网弹窗信息推送服务管理规定》开始施行。[93]